# Tillandsia polystachia
Espèce
Tillandsia polystachia est une espèce de plantes à fleurs de la famille des Bromeliaceae. C'est une plante épiphyte présent dans de nombreuses zones d'Amérique tropicale.

## Description
Tillandsia polystachia est une espèce épiphyte, rarement terrestre. Les feuilles sont acuminées. Celles de la base sont courtes, les supérieurs plus longues, toujours bien vertes sur les deux faces. Le scape est aussi bien vert avec de trois à sept branches courtes et inégales normalement dressées. Les fleurs sont blanches, bleues ou violettes.

## Répartition et habitat
Tillandsia polystachia est présente en Amérique centrale, en Amérique du Sud, dans les Grandes Antilles et Petites Antilles (Guadeloupe, Martinique, Dominique, Sainte-Lucie, Saint-Vincent. Elle prospère dans les forêts et sur les crêtes semi-xérophyles, surtout rocailleuses et dans les forêts du littoral.

## Dénomination
Ce taxon porte en français le nom vernaculaire ou normalisé suivant : Ananas sauvage.

## Systématique
Le nom correct complet (avec auteur) de ce taxon est Tillandsia polystachia (L.) L..
L'espèce a été initialement classée dans le genre Renealmia sous le basionyme Renealmia polystachia L..
Tillandsia polystachia a pour synonymes :
- Platystachys polystachia (L.) Beer
- Renealmia polystachia L.
- Renealmia polystachya Jacq.
- Tillandsia angustifolia Sw.
- Tillandsia distachya Baker
- Tillandsia schlumbergeri É.Morren
- Tillandsia schlumbergeri É.Morren ex André

### Étymologie
Le nom de genre Tillandsia est dédié à Elias Tillandz, médecin et botaniste suèdois. 
Son épithète spécifique polystachia vient du grec polus « nombreux » et stakhus « épi », l'inflorescence est ramifiée.